# 萩谷慧悟
萩谷慧悟（日语：／ Hagiya Keigo，1996年11月7日—）出生於日本埼玉縣，身高176cm，血型為O型。曾隸屬於傑尼斯事務所，並於2018年11月30日退社。現為7ORDER的成員。

## 參與的組合
- Hip Hop JUMP
- Love-tune

## 演出

### 電視劇
- THE QUIZ（2012年9月1日、日本電視台） 飾 當麻勇斗
- BAD BOYS J（2013年4月 - 6月、日本電視台） 飾 船本潤[1]
- SHARK〜2nd Season〜（2014年4月19日 - 7月13日、日本電視台） 飾 小川晴也

### 映画
- 劇場版 BAD BOYS J-最後守護的事物-（2013年11月9日公開） 飾 船本潤 役

### 音樂綜藝目演出
- 少年俱樂部（NHK)
- 校園革命（後面Live部分伴舞）

### CM
- 31冰淇淋 盛夏的雪人大作戰！（2012年）
- AOKI「Freshers應援展｣（2013年）
- LAWSON「Machi cafe」（2014年）

### 舞台劇
- Ocean 11（東急Theatre Orb、2014年6月9日 - 7月6日） 飾  特克·馬洛伊

### 演唱會
- Fresh Johnny's Jr. IN 横浜體育館（2012年12月16日、横濱體育館）
- Live House 傑尼斯銀座（2013年5月17日 - 19日、Theatre Creation）
- Live House 傑尼斯銀座（2014年5月9日 -11日、Theatre Creation）
- 傑尼斯銀座 2015（2015年5月23日　-　5月25日、Theatre Creation）
- ガムシャラ! Summer Station [Team者]（2015年7月18日 - 8月20日、東京・EX Theatre六本木）
- 舞台『幪面超人斬月』-鎧武外傳-（2019年3月9日 - 24日、日本青年館Hall / 2019年3月28日 - 31日、京都劇場）

## 外部連結
- 萩谷慧悟的X（前Twitter）
- 萩谷慧悟的Instagram帳戶
- YouTube上的萩谷慧悟頻道